# CATCH ME (中山美穂の曲)
「CATCH ME」（キャッチ・ミー）は、中山美穂の11枚目のシングル。1987年10月7日にキングレコードからリリースされた。(シングルレコード:K07S-10221)

## 概要
中山美穂にとって初のオリコン週間首位獲得シングルである。表題曲「CATCH ME」は、シンガーソングライターの角松敏生をプロデューサーに迎えて制作され、本人主演のフジテレビ系ドラマ『おヒマなら来てよネ!』主題歌として使用された。この曲を収録した翌年2月発売のアルバム『CATCH THE NITE』も1位を獲得し、ドラマではアルバム・バージョンの方が使用された。
曲の冒頭の掛け声は、かつてダンス☆マンが所属し、同じく角松がプロデュースを手掛けたグループ、ジャドーズが担当している。
ラジオ番組「決定!全日本歌謡選抜」では、トップテン圏内ランクインの最長記録を作った。
但し同曲がヒットの最中、中山は過密スケジュールの影響からか体調を崩しており、1987年11月中旬頃には溶連菌感染症による高熱でダウンし緊急入院。当時の『ザ・ベストテン』（TBS系列）や『歌のトップテン』（日本テレビ系列）など生放送音楽番組では、止むを得ず欠席が相次いだ。また1987年末の『第29回日本レコード大賞』等の音楽賞レースも、出演を見合わせている。

## 収録曲
1. CATCH ME
  - 作詞・作曲・編曲: 角松敏生
2. BAD BOY
  - 作詞: 田口俊 / 作曲: HALNEN / 編曲: 鷺巣詩郎

## 収録アルバム
- CATCH ME
  - COLLECTION
  - CATCH THE NITE - Album Version
  - Makin' Dancin' - Remix Version
  - DANCE BOX - Remix Version
  - Dramatic Songs
  - Pure White Live '94（限定盤） - ライブ音源（シングルメドレー）
  - TREASURY
  - Complete SINGLES BOX
  - 中山美穂 パーフェクト・ベスト
  - 中山美穂 パーフェクト・ベスト2 - Album Version
  - 30th Anniversary THE PERFECT SINGLES BOX
  - All Time Best

- BAD BOY
  - Complete SINGLES BOX
  - 30th Anniversary THE PERFECT SINGLES BOX